# Edwardsia athalyei
Edwardsia athalyei is een zeeanemonensoort uit de familie Edwardsiidae.
Edwardsia athalyei is voor het eerst wetenschappelijk beschreven door England in 1990.